# 楠木花菜
楠木 花菜（くすのき はな、1999年11月25日 - ）は、日本のAV女優。LIGHT所属。

## 略歴
2022年6月、SODクリエイトの「もぎたて」レーベルからAVデビュー。なお「もぎたて」出演時は「楠木花菜(仮)」とされていた。

## 作品

### アダルトDVD
- もぎたて 楠木花菜さん(仮)22歳 AVデビュー エッチなことが大好きな頑張り屋さん! 関西女子大生が2年ぶりのおち●ぽ挿入のために… 「恥ずかしいんやけど、今日の為に騎乗位の練習してきたんです…」（6月9日、SODクリエイト）
- デビュー作で経験した2年振りのSEXでイク感覚にドハマり! “何度もイッたらどうなるのか知りたい!” 初めての連続イカセSEX! 就職のために本格上京した関西女子大生 もぎたて 楠木花菜(仮)22歳（7月7日、SODクリエイト）
- 楠木花菜(仮) 既婚者男性と1泊2日の初めての不倫ドキュメント! 〜大人のオヤジテクにドハマり! 大洪水潮吹きで感じるカラダ!〜（8月11日、SODクリエイト）
- 「ナマでするSEXってやっぱり、興奮するんかな?」 マ○コの奥にめっちゃ発射されたザーメンにテンションとカラダの熱が上がりまくる! もぎたて 楠木花菜(仮) 生まれて初めてのナマ中出しSEX（9月8日、SODクリエイト）
- マジックミラー号 2022夏 水着美女7名撮り下ろし! 真夏の日差しで火照ったカラダを性感オイルマッサージ 敏感になった素人娘を4回イカせてキュッとしまったウブま○こに生ハメ・戸惑いながら初めての中出し 大増量7時間SP（12月8日、SODクリエイト）
- 流出シロウトNTR 【プライベート映像】【寝とってもらいました】 #03（12月16日、DOC）※ネット配信『【コスプレリフレの闇】〜』のDVD化

- 知的で床上手なOL嬢と過ごす、栗の華の匂いと愛液に塗れた、御籠りセックス。（1月10日、オーロラプロジェクト・アネックス）
- 清純派美少女中出し絶頂はな 子宮直撃! 鬼イキお漏らし! 杭打ち騎乗! 淫乱絶頂生徒指導 手芸部 楠木花菜（4月25日、オーロラプロジェクト・アネックス）
- 御籠り不倫セックスに堕ちた美乳OL わたし、今日もイヤらしい小父様に抱いて頂くんです...（10月24日、オーロラプロジェクト・アネックス）

### ネット配信
- 【スイッチ入ったら止まらない敏感乳首】ヤンチャな若い彼女を悪友に寝取らせてみたら…【はな(22)/交際2年目】（10月24日、DOC）
- #941 Hana（11月18日、S-Cute）
- 社内で業務中の女子新入社員に突撃・野球拳! 総務部渡部花（12月5日、SODクリエイト）※「渡部花」名義
- 乳首イキ看護師 清楚だったと思っていた看護師さんは唾液キス好きだった（12月24日、アキノリ）

- 【配信専用】＜流出＞とあるカップルの日常性活 #1（1月6日、DOC）
- 《新春W特典》【電車痴かん】ゆず史上最も可憐な美少女の潮吹き痴かん★ハー○ードを目指す天才JKが長い脚を震わせ計測不能な連続絶頂（1月6日、ゆず故障）
- 長身スレンダーのJ♪ちゃんに10万円渡したらここまでド畜生なセックスができました!バイブ責めとドスケベ潮吹き交尾で絶頂しまくって膣奥まで中出し!私服セックスの2回戦でも容赦なく鬼●セックス仕込んで妊娠不可避!【はな(18)】（2月5日、DOC）
- はな（4月16日、S-Cute）
- はな 2（4月21日、S-Cute）
- 【コスプレリフレの闇】学費のためS●YFA●ILYのコスプレ姿で働き始めたスレンダー美少女!「みんなやってお小遣いもらってる」という客の言葉を鵜呑みにし、ゴム無しセックスをゴリ押しされて無事中出し!【はな(22)入店初日】（5月7日、DOC）
- マジ軟派、初撮。 1981 「付き合った人は0人。でもセフレは…」清楚な見た目とのギャップが興奮する丸の内OLと濃厚SEX。ねっとりとした舌遣いで男優を翻弄するエロフェラテクを披露!（10月22日、ナンパTV）
- 【漢らしい人がタイプのイマドキ女子】久しぶりのチ○コにワクワクが止まらない!スレンダーボディのアパレル店員の腰つきに興奮必須!!【初撮り】ネットでAV応募→AV体験撮影 2052（10月26日、シロウトTV）
- ラグジュTV 1730 清楚で知的、そしてグローバルに活躍する美女が登場!スレンダーボデイを惜しみなく晒し普段とは違うセックスにうっとり顔で受け入れイき乱れる!（10月27日、ラグジュTV）※「優里」名義

### アダルトVR
- S-CuteフェラチオコレクションVR チ●コを貪り尽くす20人の口内発射20連発（2023年6月2日、S-Cute）

## 出演

### YouTube
- 元営業女子に聞く女性の口説き方/楠木花菜22歳（2022年12月25日、AKNRの放送室）